# 哈娜·鲁日奇科娃
哈娜·鲁日奇科娃（捷克語：Hana Růžičková，1941年2月18日—1981年5月29日），捷克女子竞技体操运动员。她曾代表捷克斯洛伐克参加1960年和1964年夏季奥林匹克运动会体操比赛，获得二枚银牌。